# BFC 대회 목록
아래는 종합격투기 단체인 BFC의 대회 목록이다. 2009년 4월 3일 Bellator I을 시작으로 현재까지 대회를 이어오고 있다.

### 시즌6
| 대회명      | 개최날짜       | 장소 | 개최지 |
| ----------- | -------------- | ---- | ------ |
| Bellator LX | 2012년 3월 2일 |      | [[\|]] |

### 시즌5
| 대회명         | 개최날짜         | 장소                         | 개최지                        |
| -------------- | ---------------- | ---------------------------- | ----------------------------- |
| Bellator LIX   | 2011년 11월 26일 | 씨저스 애틀란틱 시티         | 미국 뉴저지주 애틀랜틱시티    |
| Bellator LVIII | 2011년 11월 19일 | 세미놀 하드 락 호텔 & 카지노 | 미국 플로리다주 할리우드      |
| Bellator LVII  | 2011년 11월 12일 | 카지노 라마                  | 캐나다 온타리오주 라마        |
| Bellator LVI   | 2011년 10월 29일 | 메모리얼 홀                  | 미국 캔자스주 캔자스시티      |
| Bellator LV    | 2011년 10월 22일 | 코코파흐 리조트 & 카지노     | 미국 애리조나주 유마          |
| Bellator LIV   | 2011년 10월 15일 | 보드워크 홀                  | 미국 뉴저지주 애틀랜틱시티    |
| Bellator LIII  | 2011년 10월 8일  | 버팔로 런 호텔 & 카지노      | 미국 오클라호마주 마이애미    |
| Bellator LII   | 2011년 10월 1일  | L'아루버지 드 락 리조트      | 미국 루이지애나주 레이크 찰스 |
| Bellator LI    | 2011년 9월 24일  | 캔턴 메모리얼 시빅 센터      | 미국 오하이오주 캔턴          |
| Bellator L     | 2011년 9월 17일  | 세미놀 하드 락 호텔 & 카지노 | 미국 플로리다주 할리우드      |
| Bellator XLIX  | 2011년 9월 10일  | 씨저스 애틀란틱 시티         | 미국 뉴저지주 애틀랜틱시티    |

### 2011 써머 시리즈 시즌
| 대회명          | 개최날짜        | 장소                         | 개최지                   |
| --------------- | --------------- | ---------------------------- | ------------------------ |
| Bellator XLVIII | 2011년 8월 20일 | 세미놀 하드 락 호텔 & 카지노 | 미국 플로리다주 할리우드 |
| Bellator XLVII  | 2011년 7월 23일 | 카지노 라마                  | 캐나다 온타리오주 라마   |
| Bellator XLVI   | 2011년 6월 25일 | 모히건 선 아레나             | 미국 코네티컷주 언카스빌 |

### 시즌4
| 대회명           | 개최날짜        | 장소                           | 개최지                        |
| ---------------- | --------------- | ------------------------------ | ----------------------------- |
| Bellator XLV     | 2011년 5월 21일 | L'아루버지 드 락 리조트        | 미국 루이지애나주 레이크 찰스 |
| Bellator XLIV    | 2011년 5월 14일 | 하라흐'스 리조트               | 미국 뉴저지주 애틀랜틱시티    |
| Bellator XLIII   | 2011년 5월 7일  | 퍼스트 카운실 카지노           | 미국 오클라호마주 뉴키르크    |
| Bellator XLII    | 2011년 4월 23일 | 럭키 스타 카지노               | 미국 오클라호마주 콘초        |
| Bellator XLI     | 2011년 4월 16일 | 코코파흐 리조트 & 카지노       | 미국 애리조나주 유마          |
| Bellator XL      | 2011년 4월 9일  | 퍼스트 카운실 카지노           | 미국 오클라호마주 뉴키르크    |
| Bellator XXXIX   | 2011년 4월 2일  | 모히건 선 아레나               | 미국 코네티컷주 언카스빌      |
| Bellator XXXVIII | 2011년 3월 26일 | 하라흐'스 투니카 호텔 & 카지노 | 미국 미시시피주 투니카        |
| Bellator XXXVII  | 2011년 3월 19일 | 럭키 스타 카지노               | 미국 오클라호마주 콘초        |
| Bellator XXXVI   | 2011년 3월 12일 | 슈리브포트 무니시펄 오디토리움 | 미국 루이지애나주 슈리브포트  |
| Bellator XXXV    | 2011년 3월 5일  | 타이치 팰레이스 호텔 & 카지노  | 미국 캘리포니아주 리무어      |

### 시즌3
| 대회명          | 개최날짜         | 장소                              | 개최지                         |
| --------------- | ---------------- | --------------------------------- | ------------------------------ |
| Bellator XXXIV  | 2010년 10월 28일 | 세미놀 하드 락 호텔 & 카지노      | 미국 플로리다주 할리우드       |
| Bellator XXXIII | 2010년 10월 21일 | 리아코우라스 센터                 | 미국 펜실베이니아주 필라델피아 |
| Bellator XXXII  | 2010년 10월 14일 | 캔자스시티 파워 & 라잇 디스트릭트 | 미국 미주리주 캔자스시티       |
| Bellator XXXI   | 2010년 9월 30일  | L'아루버지 드 락 리조트           | 미국 루이지애나주 레이크 찰스  |
| Bellator XXX    | 2010년 9월 23일  | 포스 스트리트 라이브              | 미국 캔터키 주 루이빌          |
| Bellator XXIX   | 2010년 9월 16일  | 더 레이브                         | 미국 위스콘신주 밀워키         |
| Bellator XXVIII | 2010년 9월 9일   | 마할리아 잭슨 티트리              | 미국 루이지애나주 뉴올리언스   |
| Bellator XXVII  | 2010년 9월 2일   | 마제스틱 티트리                   | 미국 텍사스주 샌안토니오       |
| Bellator XXVI   | 2010년 8월 26일  | 캔자스시티 파워 & 라잇 디스트릭트 | 미국 미주리주 캔자스시티       |
| Bellator XXV    | 2010년 8월 19일  | 시카고 티트리                     | 미국 일리노이주 시카고         |
| Bellator XXIV   | 2010년 8월 12일  | 세미놀 하드 락 호텔 & 카지노      | 미국 플로리다주 할리우드       |

### 시즌2
| 대회명         | 개최날짜        | 장소                              | 개최지                          |
| -------------- | --------------- | --------------------------------- | ------------------------------- |
| Bellator XXIII | 2010년 6월 24일 | 포스 스트리트 라이브              | 미국 캔터키 주 루이빌           |
| Bellator XXII  | 2010년 6월 17일 | 캔자스시티 파워 & 라잇 디스트릭트 | 미국 미주리주 캔자스시티        |
| Bellator XXI   | 2010년 6월 10일 | 세미놀 하드 락 호텔 & 카지노      | 미국 플로리다주 할리우드        |
| Bellator XX    | 2010년 5월 27일 | 마제스틱 티트리                   | 미국 텍사스주 샌안토니오        |
| Bellator XIX   | 2010년 5월 20일 | 베리존 티트리                     | 미국 텍사스주 그랜드 프라이리에 |
| Bellator XVIII | 2010년 5월 13일 | 몬로에 시빅 센터                  | 미국 루이지애나주 몬로에        |
| Bellator XVII  | 2010년 5월 6일  | 시티 퍼포밍 아츠 센터 : 왕 티트리 | 미국 매사추세츠주 보스턴        |
| Bellator XVI   | 2010년 4월 29일 | 캔자스시티 파워 & 라잇 디스트릭트 | 미국 미주리주 캔자스시티        |
| Bellator XV    | 2010년 4월 22일 | 모히건 선 아레나                  | 미국 코네티컷주 언카스빌        |
| Bellator XIV   | 2010년 4월 15일 | 시카고 티트리                     | 미국 일리노이주 시카고          |
| Bellator XIII  | 2010년 4월 8일  | 세미놀 하드 락 호텔 & 카지노      | 미국 플로리다주 할리우드        |

### 시즌1
| 대회명        | 개최날짜        | 장소                          | 개최지                     |
| ------------- | --------------- | ----------------------------- | -------------------------- |
| Bellator XII  | 2009년 6월 19일 | 세미놀 하드 락 호텔 & 카지노  | 미국 플로리다주 할리우드   |
| Bellator XI   | 2009년 6월 12일 | 모히건 선 아레나              | 미국 코네티컷주 언카스빌   |
| Bellator X    | 2009년 6월 5일  | 시티즌스 비지니스 뱅크 아레나 | 미국 캘리포니아주 온타리오 |
| Bellator IX   | 2009년 5월 29일 | 몬로에 시빅 센터              | 미국 루이지애나주 몬로에   |
| Bellator VIII | 2009년 5월 22일 |                               |                            |
| Bellator VII  | 2009년 5월 15일 | 아라곤 볼룸                   | 미국 일리노이주 시카고     |
| Bellator VI   | 2009년 5월 8일  | 센트럴 파빌리온 아레나        | 미국 텍사스주 랍스타운     |
| Bellator V    | 2009년 5월 1일  | 하라 아레나                   | 미국 오하이오주 데이톤     |
| Bellator IV   | 2009년 4월 17일 | 릴로이드 노블 센터            | 미국 오클라호마주 노르만   |
| Bellator III  | 2009년 4월 17일 | 릴로이드 노블 센터            | 미국 오클라호마주 노르만   |
| Bellator II   | 2009년 4월 10일 | 모히건 선 아레나              | 미국 코네티컷주 언카스빌   |
| Bellator I    | 2009년 4월 3일  | 세미놀 하드 락 호텔 & 카지노  | 미국 플로리다주 할리우드   |

Bellator VIII는 개최되지 않고 "더 로드 투 더 챔피언십(The Road to the Championship)"이라는 에피소드를 Bellator VIII라는 제목으로 방영했다.

## 같이 보기
- 드림 (종합격투기 단체)
- 엘리트 익스트림 컴뱃
- UFC 대회 목록